# میراث خون سرد
میراث خون سرد (به انگلیسی: Cold Blood Legacy) فیلمی است در ژانر اکشن و مهیج محصول ۲۰۱۹ فرانسه. نویسنده و کارگردان فیلم فردریک پوتیژان است و بازیگرانی چون ژان رنو، سارا لیند و جو اندرسون در آن به ایفای نقش پرداخته‌اند.

## داستان
فرد ثروتمندی در یک سونا به طرز مشکوکی که ردی از آن برجای نمانده به قتل می‌رسد. پلیس به وکیل او مشکوک می‌شود. مقتول پسری به نام چارلی داشته که وارث اوست، ولی اثری از او هم نیست. پلیس حین صحبت با همسر مقتول-که به علت فراموشی در یک آسایشگاه بستری است- متوجه می‌شود که فرزند آنها دختر است و نه پسر. از آن سوی دختری در حال سواری با یک اسنوموبیل در ایالت واشنگتن آمریکا دچار مصدومیت می‌شود. مردی به نام هنری (با بازی ژان رنو) که در کلبه‌ای در نقطه‌ای دورافتاده زندگی می‌کند او را یافته و از مرگ نجات می‌دهد. از سوی دیگر ، پلیس رد دختر مقتول را در ایالت واشنگتن می‌گیرد و به محل می‌رود.